# Dagbok från Schweiz
Dagbok från Schweiz är en bok av Eyvind Johnson utgiven 1949. Den är en skildring av författarens vistelse i Schweiz 1947-1949 och publicerades ursprungligen som en artikelserie i Tidningen Vi.